# Is Concias

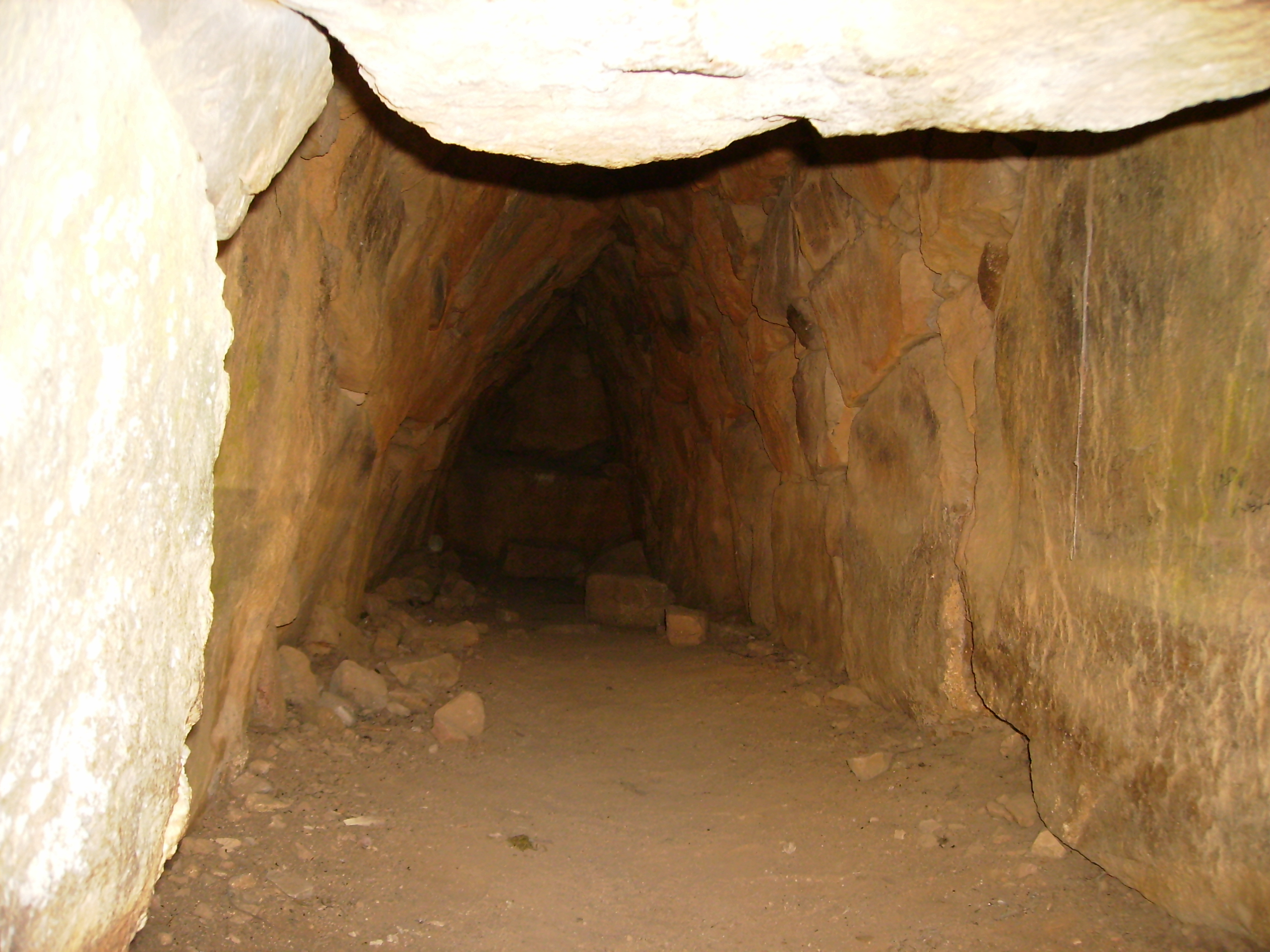
Kammerinnere von Is Concias

Das kleine ausgezeichnet erhaltene Gigantengrab Is Concias liegt am Monte Nicola Bove bei Quartucciu, etwa 100 m vor der Kapelle „Santu Perdu’e Paradisu“ (deutsch „Sankt Peter im Paradies“) im Osten der Metropolitanstadt Cagliari auf Sardinien. Die in Sardu „Tumbas de los zigantes“ und (italienisch Tombe dei Giganti –  plur.) genannten Bauten sind die größten pränuraghischen Kultanlagen Sardiniens und zählen europaweit zu den spätesten Megalithanlagen. Die 321 bekannten Gigantengräber sind Monumente der bronzezeitlichen Bonnanaro-Kultur (2.200-1.600 v. Chr.), die Vorläuferkultur der Nuraghenkultur ist.

## Typenfolge
Baulich treten Gigantengräber in zwei Varianten auf. Die Anlagen mit Portalstelen und Exedra sind der ältere Typ. Bei späteren Anlagen besteht die Exedra statt aus monolithischen Stelen, aus einer in der Mitte deutlich erhöhten Quaderfassade aus bearbeiteten (italienisch tipo dolmenico – Dolmentyp) und geschichteten Steinblöcken.

## Beschreibung
Das Gigantengrab Is Concias ist eine Anlage des Typs mit Quaderfassade. Die Anlage aus dem 14. oder 13. Jahrhundert v. Chr. ist typisch für die Spätphase (z. B. Madau, Muraguada, Sa Domu ’e s’Orcu oder Tamuli).
Die Exedra von Is Concias ist etwa 10,0 m breit und aus megalithischem Trockenmauerwerk errichtet. Auf der rechten Seite der Exedra liegen drei runde steingefasste „rituelle Feuerstellen“. Links des Zugangs steht ein kleiner Baitylos (ital. betilo). Der tief liegende Zugang führt in die intakte, acht Meter lange, 1,3 m breite sich oben durch ein Kraggewölbe stark verengende, in der Mitte 1,7 m hohe Kammer. Sie scheint noch mit dem originalen Hügel bedeckt zu sein. Er ist 11,6 m lang und 4,5 m breit.